# Satélite de Sondeo de Exoplanetas en Tránsito

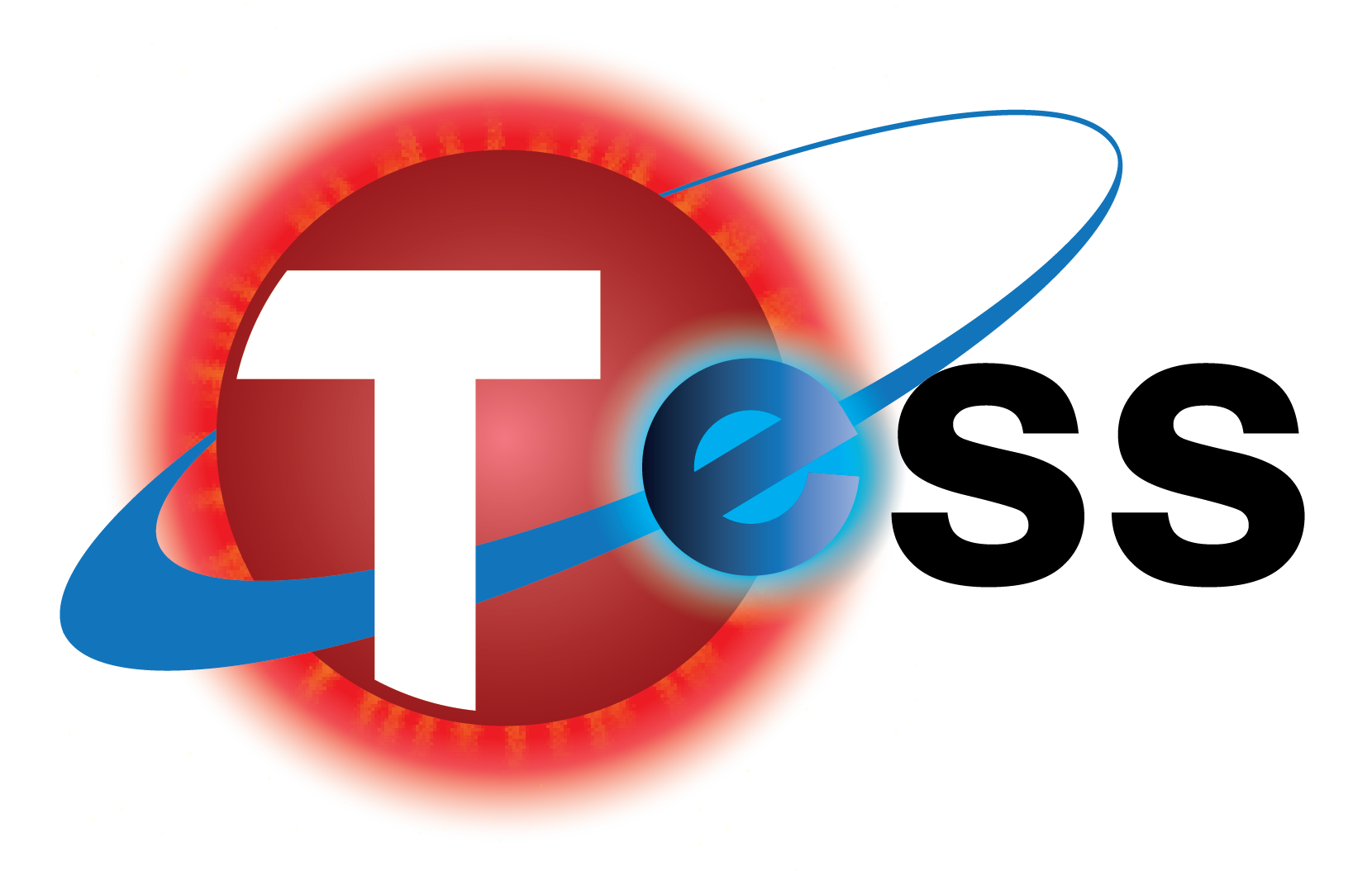
Logo de TESS

El Satélite de Sondeo de Exoplanetas en Tránsito, (en inglés Transiting Exoplanet Survey Satellite - TESS) es un telescopio espacial que forma parte del Programa Explorers de la NASA y está diseñado para buscar exoplanetas utilizando el método de tránsito en un área 400 veces mayor que la abarcada por la misión Kepler. Su lanzamiento se realizó con éxito el 18 de abril de 2018 después de que fuera varias veces aplazado por diversas razones, entre las que cabe destacar, problemas de guiado, navegación y control del lanzador. Se espera encontrar más de 20,000 exoplanetas, en comparación con aproximadamente los 3,800 exoplanetas descubiertos hasta el momento de su lanzamiento.
El objetivo principal de la misión es escanear una amplia zona del espacio en la que controlará más de 200 000 estrellas más brillantes y cercanas a la Tierra donde buscará exoplanetas en tránsito durante un periodo de dos años. Para ello, el telescopio lleva a bordo varios tipos de cámaras con los que inspeccionará gran parte del espacio. Con la tecnología de TESS, será posible estudiar la masa, el tamaño, la densidad y la órbita de una gran cohorte de pequeños planetas, incluyendo mundos rocosos en las zonas habitables de sus estrellas anfitrionas, también proporcionará objetivos principales para una mejor observación y estudio desde el telescopio espacial James Webb (James Webb Space Telescope - JWST), así como otros grandes telescopios terrestres y espaciales previstos para el futuro.
Desde una órbita terrestre alta y elíptica con un apogeo cercano a la Luna y un perigeo de 108, 000 km, por encima de los satélites geosincrónicos. Orbitará la Tierra dos veces en el tiempo en que la Luna lo hace una vez, una resonancia de 2:1 con la Luna, por lo que la órbita debería permanecer estable durante al menos diez años.
Estudios previos del cielo realizados con telescopios terrestres han detectado sobre todo exoplanetas gigantes. Por el contrario, se prevé que TESS examine una gran cantidad de pequeños planetas girando alrededor de las estrellas más brillantes del cielo. Registrará las estrellas de secuencia principal más cercanas y más brillantes que alberguen exoplanetas en tránsito, que son los objetivos más favorables para las investigaciones programadas.
Dirigido y financiado por el Instituto Tecnológico de Massachusetts (MIT) además de un aporte inicial de la compañía Google, TESS fue una de las 11 propuestas seleccionadas en septiembre de 2011 para recibir fondos de la NASA, de entre las 42 presentadas en principio en febrero de 2011. El 5 de abril de 2013, se anunció que TESS, junto con el Neutron Star Interior Composition Explorer (NICER), habían sido seleccionados para su lanzamiento. Siendo lanzado con éxito el 18 de abril de 2018 sobre un cohete Falcon 9.

## Historia
La génesis de la misión TESS se remonta a 2006, cuando un diseño inicial del telescopio fue desarrollado con fondos privados aportados por particulares, la compañía Google y la Fundación Kavli. Fue en 2008, cuando el MIT propuso que TESS se convirtiera en una misión de la que se haría cargo la NASA y lo envió para el programa Small Explorer en el Centro de vuelo espacial Goddard, sin llegar a ser seleccionado. En 2010 se intentó incluir como misión del Programa Explorers, siendo aprobada su solicitud en 2013 pero como una misión Medium Explorer. Al final en 2015 el diseño de TESS fue revisado y aceptado, lo que permitió comenzar la producción del satélite.

## Resumen de la misión
El telescopio TESS está diseñado para llevar a cabo la primera prospección de exoplanetas en tránsito por todo el espacio desde un vehículo espacial. Está equipado con cuatro telescopios de gran angular y detectores de dispositivos de carga acoplada (CCD) asociados. Los datos científicos serán transmitidos a la Tierra cada dos semanas. También se transmitirán imágenes de fotogramas completos con un tiempo de exposición efectivo de dos horas, permitiendo a los científicos buscar fenómenos transitorios inesperados, como las contrapartidas ópticas a los brotes de rayos gamma (GRB). También utilizará un programa de Investigador Invitado, que permitirá a los científicos de otras organizaciones utilizar TESS para su propia investigación. Esto permitirá observar otros 20 000 cuerpos celestes.

### Dinámica orbital
Para obtener imágenes sin interrupciones de los hemisferios norte y sur del cielo, TESS utilizará una órbita lunar de resonancia 2:1 llamada P/2, una órbita que nunca se ha usado antes (aunque el Interstellar Boundary Explorer (IBEX) utiliza una órbita P/3 similar). La órbita alta y elíptica tiene un apogeo de 375 000 km (232 000 mi), programada para ubicarse aproximadamente a 90° de distancia de la posición de la Luna para minimizar su efecto desestabilizador. Esta órbita puede permanecer estable durante décadas y mantendrá las cámaras de TESS en un rango de temperatura estable. La órbita está situada completamente fuera de los cinturones de Van Allen para evitar daños por radiación al telescopio, y la mayor parte del tiempo orbita lejos de los cinturones. Cada 13,7 días su perigeo está a 108 000 km (67 000 mi), TESS transmitirá los datos que ha recolectado durante cada órbita con la Tierra durante un período de aproximadamente tres horas.

### Objetivos científicos

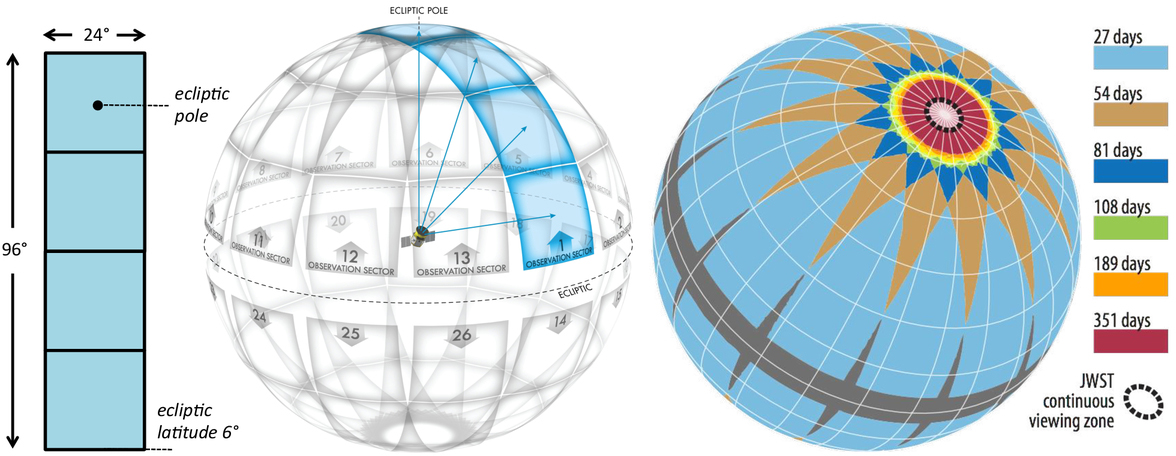
Los 26 sectores de observación del cielo planeados para TESS y las zonas superpuestas

El estudio de todo el cielo durante dos años previsto para el TESS se enfocará en estrellas cercanas tipo G, K y M con magnitudes aparentes brillantes superiores a la magnitud 12. Cubrir tipos espectrales estelares de F5 a M5. Se tiene previsto estudiar aproximadamente 500 000 estrellas, entre las que se incluyen las 1000 enanas rojas más cercanas en el espacio, un área que abarca 400 veces más que la cubierta por la misión Kepler. Se espera que TESS descubra más de 20 000 exoplanetas en tránsito, incluyendo entre 500 y 1000 planetas del tamaño de la Tierra y Supertierras. De esos descubrimientos, se estima que la mayoría de los exoplanetas se encuentren a una distancia de entre 30 y 300 años luz.
El objetivo es dividir el espacio en 26 sectores de observación, cada sector comprende 24° × 96°, con una superposición entre sectores en los polos eclípticos para permitir una sensibilidad adicional hacia los exoplanetas más pequeños y de período más largo en esa región de la esfera celeste. La nave espacial realizará dos órbitas de 13,7 días observando cada sector, mapeando el hemisferio sur del cielo en su primer año de operación y el hemisferio norte en su segundo año. Las cámaras tomarán imágenes cada 2 segundos, aunque todas las imágenes en bruto representarían mucho más volumen de datos de los que se pueden almacenar o vincular: así, los recortes de alrededor de 15 000 estrellas seleccionadas (por órbita) se codificarán en cadencia de 2 minutos y se guardarán en la placa para el enlace descendente, mientras que las imágenes de fotograma completo también se codificarán con una cadencia de 30 minutos y se guardarán para el enlace descendente. Los enlaces descendentes de datos reales ocurrirán cada 13,7 días cerca del perigeo. Esto significa que durante los 2 años, TESS inspeccionará constantemente el 85% del cielo durante 27 días, la metodología fue diseñada de forma que ciertas partes superpuestas serán inspeccionadas por 54 días, 81 días, 181 días y el área a ser examinada de forma continua durante un año completo (351 días de observación), son las zonas de visión de JWST que equivalen al 5% de las zonas a observar Observar 200 000 estrellas a una cadencia de 2 min y observar 20 000 000 estrellas a una cadencia de 30 min (FFI - Imagen completa), estas se comprimen y se almacenan en dos tarjetas búfer de estado sólido de 192 GB (SSB) para ser enviados durante el periastro.

## Nave espacial

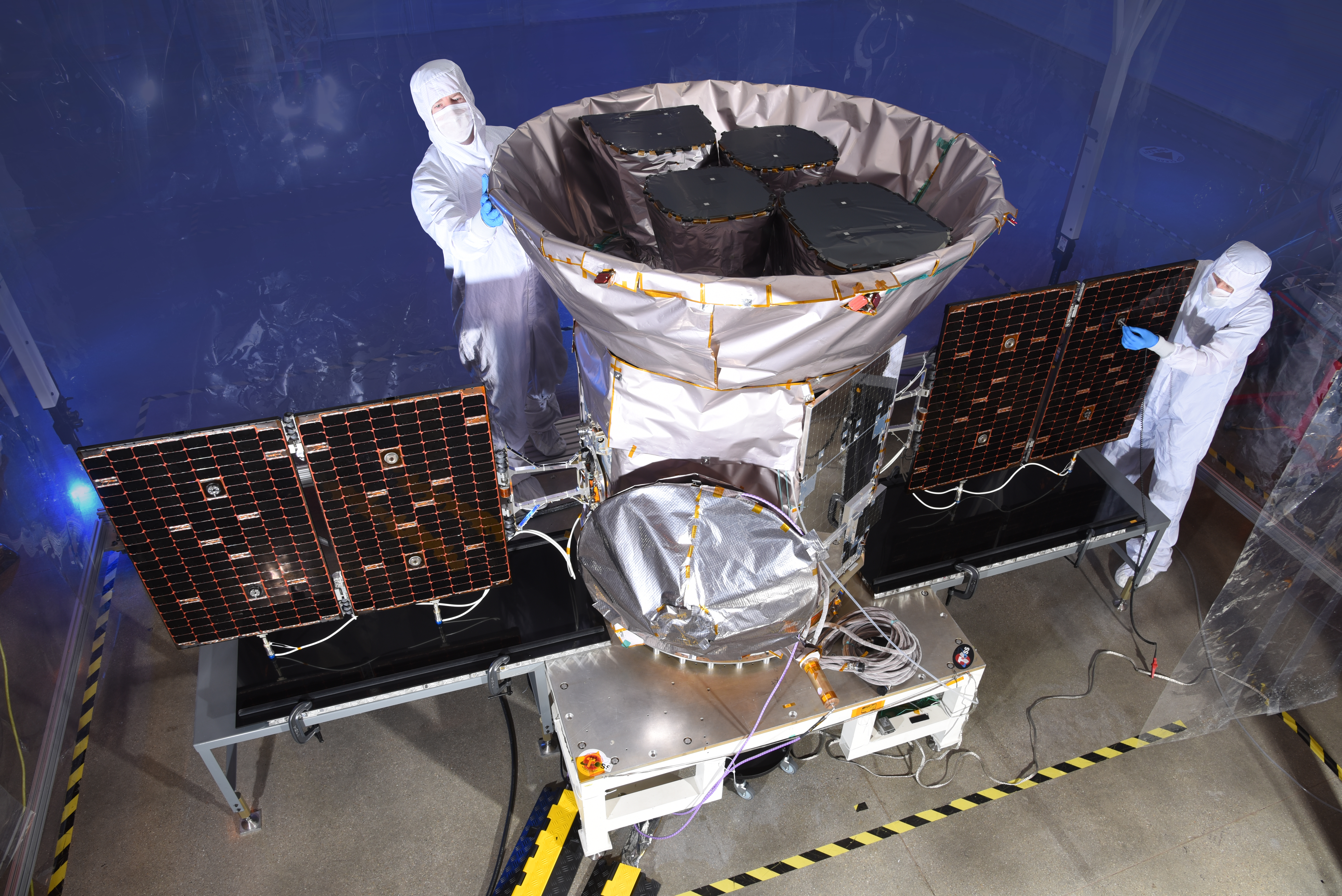
Nave espacial TESS antes del lanzamiento

En 2013, la empresa Orbital Sciences Corporation firmó un contrato de 75 millones de dólares con la NASA para construir el telescopio TESS en un plazo de cuatro años. El telescopio TESS utiliza para desplazarse un satélite artificial Orbital Sciences LEOStar-2, capaz de estabilizar tres ejes con cuatro propulsores de hidrazina y cuatro ruedas de reacción que proporcionan un control de posición de precisión de tres segundos de arco a las naves espaciales. La energía es proporcionada por dos paneles solares de un solo eje que generan 433 vatios. Control térmico pasivo. Sistema de propulsión monopropelente. Una antena parabólica de Banda Ka proporcionará un enlace descendente de cien Mbit/s.

### Lanzamiento

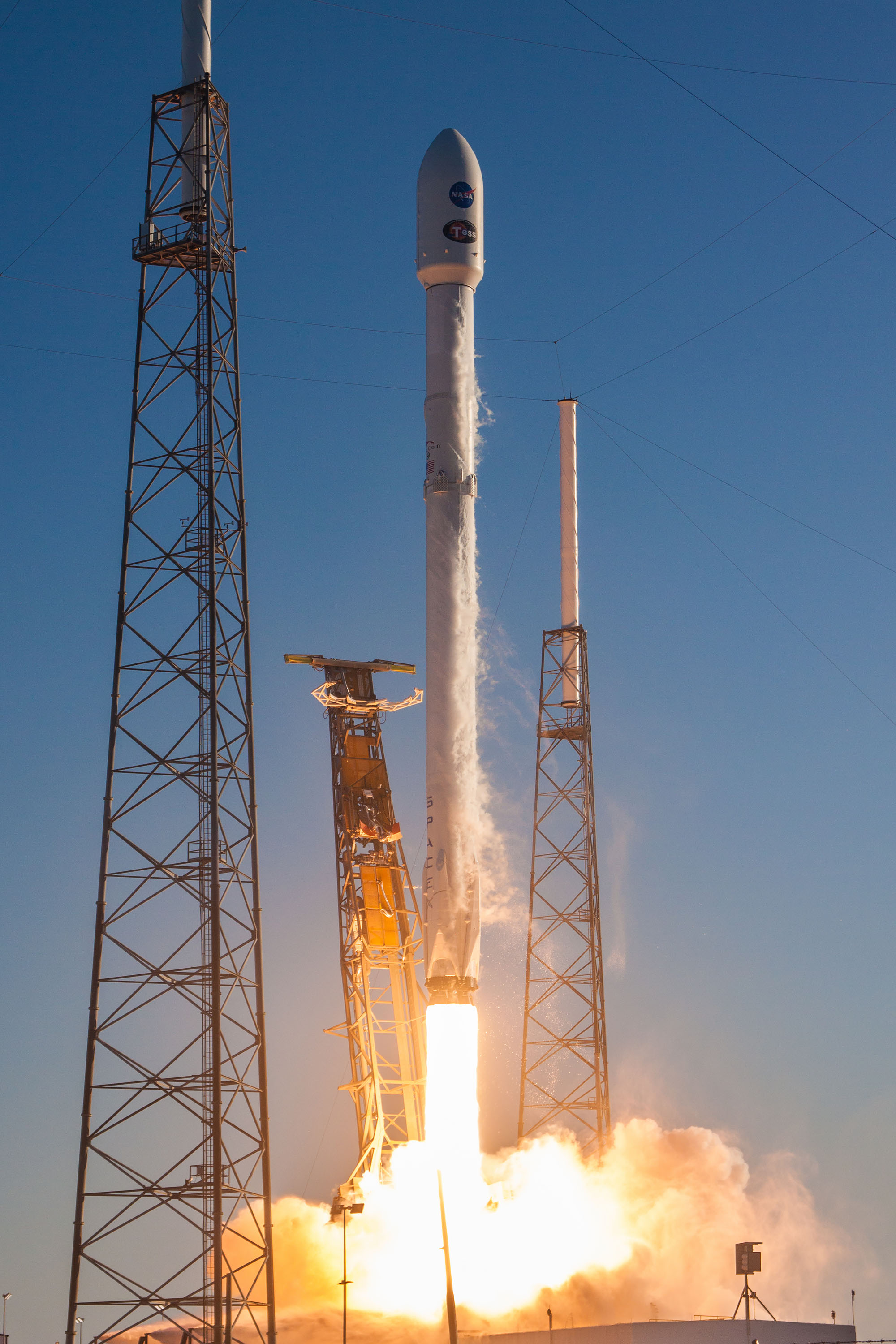
Imagen del lanzamiento del TESS a bordo del Falcon 9

En diciembre de 2014, a la empresa SpaceX le fue adjudicado un contrato con un presupuesto de 87 millones de dólares para iniciar el proyecto de lanzamiento del telescopio TESS, En principio estaba previsto que el lanzamiento de la nave espacial de 362 kg fuera lanzada el 20 de marzo de 2018, SpaceX lo retrasó para tener el tiempo necesario para preparar el vehículo de lanzamiento y cumplir con los requisitos de servicio de lanzamiento de la NASA, por lo que el lanzamiento se pospuso nuevamente hasta el 16 de abril de 2018, debido a fallos técnicos volvió a retrasarse hasta el 18 de abril de 2018, efectuándose el lanzamiento con éxito con un cohete SpaceX Falcon 9 V1.2 desde la Estación de la Fuerza Aérea de Cabo Cañaveral en dicha fecha.
La secuencia de lanzamiento de Falcon 9 es la siguiente, encendido de 149 segundos en la primera etapa, seguida de otro encendido inicial de 6 minutos en la segunda etapa. Al mismo tiempo, el aumentador de presión de la primera etapa B1045 (en un intento de aterrizaje experimental para recuperar el carenado para su reutilizado por SpaceX) realizó maniobras de reingreso controlado para un intento de aterrizaje efectuado con éxito en la base flotante OCISLY. Después de 35 minutos de vuelo, la segunda etapa realizó un encendido final de 54 segundos que colocó a la nave espacial TESS en una órbita de transferencia supersincrónica de 200 por 270 000 km con una inclinación de 28,5 grados. La segunda etapa liberó la carga útil, después la etapa definitiva se colocó en una órbita heliocéntrica.

### Órbita operacional

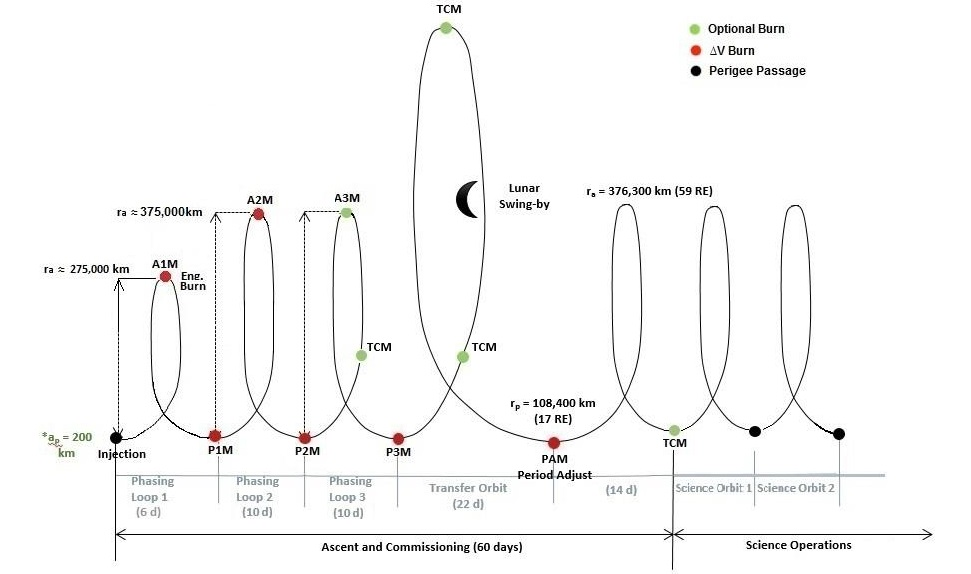
Maniobras orbitales planificadas después del lanzamiento de la segunda etapa de Falcon 9. El eje horizontal representa esquemáticamente la longitud relativa a la luna, el eje vertical es la altitud. A1M = maniobra de Apogee 1, P1M = maniobra de Perigeo 1, etc., TCM = maniobra de corrección de trayectoria (opcional), PAM = maniobra de ajuste de período.

Animación de la trayectoria del Satélite de Sondeo de Exoplanetas en Tránsito (TESS) del 18 de abril de 2018 al 18 de diciembre de 2019.Tierra en "azul", la Luna en "verde" y TESS en "lila".

Una vez colocada en la órbita inicial por la segunda etapa de Falcon 9, la nave realizará al menos cinco encendidos independientes más que la colocarán en una órbita de sobrevuelo lunar. Después de realizar el encendido de maniobra de ajuste de período final, se espera que la nave alcance un período orbital de 13,65 días en la resonancia 2:1 con la Luna, a 90 grados de desfase con respecto a la Luna en el apogeo. Se calcula que esta órbita sea estable durante al menos 20 años, lo que lleva a utilizar muy poco combustible. Está previsto que toda la fase de maniobras se realice en su totalidad en dos meses y acerque la nave a una órbita excéntrica (17-75 radios de la Tierra) con una inclinación de 37 grados. El cálculo total delta-v para realizar las maniobras de órbita es de 215 m/s, que es el 80% del límite especificado para la misión. Si el telescopio TESS ingresa en la órbita en el tiempo previsto o ligeramente superior por parte de Falcon 9, en teoría la misión podría tener una duración superior a 15 años desde el punto de vista del combustible.

### Línea temporal del proyecto
Durante los primeros dos años de funcionamiento, TESS supervisará los hemisferios celestes sur (año 1) y norte (año 2). Durante su misión dividirá el cielo en 26 segmentos separados, cada segmento será estudiado aproximadamente durante 27,4 días.

### Instrumentos científicos
El único instrumento con el que opera el telescopio es un paquete de cuatro cámaras con dispositivo de carga acoplada (CCD) de amplio campo de visión. Cada cámara cuenta con un detector CCID-80 de 16,8 megapíxeles de bajo consumo y bajo nivel de ruido creado por el Laboratorio Lincoln de MIT. Cada uno tiene un campo de visión de 24°×24°, una apertura de 100 mm (4 in), una lente compuesta por siete elementos ópticos y una banda de rango de 600 a 1000 nm. Las lentes del telescopio tienen un campo de visión combinado de 24°×96° (2.300 grados2) y una relación focal de f/1.4. La energía encuadrada, la fracción de la energía total de la función de dispersión de puntos que está dentro de un cuadrado de las dimensiones dadas centradas en el pico, es 50% dentro de 15×15 μm y 90% dentro de 60×60 μm. A modo de comparación, la misión completa de Kepler solo cubría un área del cielo de 105 grados2. Diseño atérmico. Los telescopios de TESS proporcionarán precisión fotométrica de 200 ppm en 1 hora en una I = 10 estrella, con fuentes de ruido sistemáticas <60 ppm/hora.

## Operaciones desde tierra
Para el sistema de control desde tierra, TESS está controlado desde ocho sitios de Estados Unidos. Entre ellos se encuentran la Red Espacial de la NASA y la Red del Espacio Profundo del Laboratorio de Propulsión a Reacción para el comando y telemetría, el Centro de Operaciones Misiones Orbital ATK, el Centro de Operaciones de Carga útil del Massachusetts Institute of Technology (MIT), el Centro de Operaciones de Procesamiento de Ciencias del Centro de Investigación Ames, la Instalación de Dinámica de Vuelo del Centro de vuelo espacial Goddard, el Observatorio Astrofísico Smithsoniano, la Oficina de Ciencia TESS, y el Archivo Mikulski para Telescopios Espaciales.

## Fuente de luz estable para las pruebas
Uno de los problemas con que se enfrenta el funcionamiento de este tipo de instrumento es tener una fuente de luz ultraestable con la que probar. En el año 2015, un grupo de la Universidad de Ginebra realizó un gran avance en el desarrollo de una fuente de luz estable. Si bien este instrumento fue creado para apoyar el observatorio de exoplanetas CHEOPS de la ESA, también se pidió la construcción de otro para la misión TESS. Aunque ambos planean mirar estrellas cercanas brillantes usando el método de tránsito, CHEOPS se centrará en recolectar más información sobre exoplanetas ya conocidos, incluyendo los encontrados por TESS y otras misiones de reconocimiento.

## Astrosismología
El equipo del telescopio TESS también planea utilizar una cadencia de observación de 30 minutos para cada imagen de fotograma completo, que se ha destacado por imponer un límite de Nyquist duro que puede ser problemático para la astrosismología de las estrellas. La astrosismología es la ciencia que estudia la estructura interna de las estrellas mediante la interpretación de sus espectros de frecuencia. Los observatorios Kepler y PLATO también están destinados a la astrosismología.

## Resultados

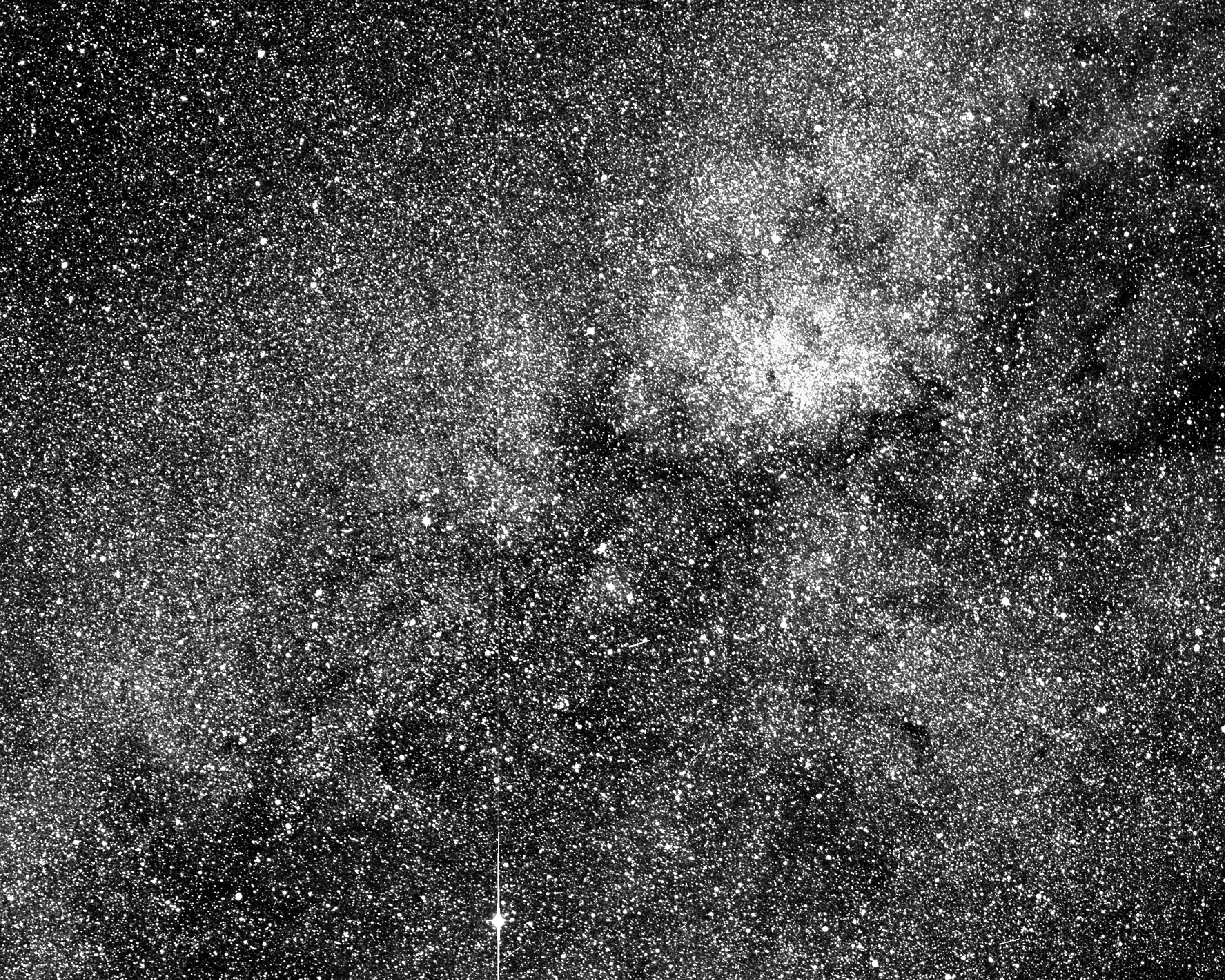
Imagen de prueba tomada antes del comienzo de las operaciones científicas. La imagen se centra en la constelación Centaurus. En la esquina superior derecha se ve el borde de la Nebulosa Coalsack, la estrella brillante en la parte inferior izquierda es Beta Centauri.

TESS comenzó operaciones científicas el 25 de julio de 2018. El primer hallazgo anunciado de la misión fue la observación del cometa C / 2018 N1.  El primer anuncio de detección de exoplanetas fue el 18 de septiembre, anunciando el descubrimiento de una supertierra en el sistema Pi Mensae orbitando la estrella cada 6,27 días, añadiendo a un superjúpiter conocido que orbita alrededor de la misma estrella cada 5,9 años.
El 20 de septiembre de 2018, se anunció el descubrimiento del planeta LHS 3844 b, con un tamaño ligeramente mayor que la Tierra, y que tiene un periodo orbital ultracorto de 11 horas, siendo uno de los exoplanetas conocidos con el periodo más corto, orbitando la enana roja LHS 3844. Orbita su estrella a una distancia aproximada de 932 000 kilómetros (579 000 mi). También es uno de los exoplanetas más cercanos a la Tierra, a una distancia de 14,9 pársecs.
L 98-59 (TOI-175, TIC 307210830) es una estrella enana M brillante, ubicada en la constelación de Volans, a una distancia de 10,623 ± 0.003 pc o 34,648 ±0.01 años luz,  es una estrella enana M3 con tres planetas de tamaño terrestre en tránsito, los planetas fueron anunciados en marzo de 2019.